# Montasola
Montasola è un comune italiano di 396 abitanti della provincia di Rieti nel Lazio.

## Geografia fisica

### Territorio
Nel territorio comunale scorre il torrente Aia.

### Clima
Classificazione climatica: zona E, 2464 GR/G

## Storia
Montasola è un piccolo centro collinare situato a 608 metri di altitudine, oggi compreso nella provincia di Rieti. L’attuale insediamento si sviluppa sulle pendici del Monte San Pietro, all’interno della catena dei Monti Sabini, da cui si affaccia sulla valle del torrente Aia, affluente del fiume Tevere. Il territorio comunale presenta evidenze di frequentazione sin dall’epoca romana, con testimonianze riferibili a una villa rustica nota come Curtis de Lauri, probabilmente distrutta durante le invasioni gotiche. Alcuni frammenti epigrafici rinvenuti nella zona, tra cui iscrizioni funerarie e dediche a divinità del pantheon alessandrino come Iside, Serapide e Arpocrate, confermano la presenza di un culto ellenistico e di una struttura insediativa romana estesa. In località Piani Marmi, lungo un antico asse viario, si conservano resti di sepolture romane, realizzate in cementizio e calcare, oggi in parte ricoperte dalla vegetazione.
Durante l'Alto Medioevo, i monaci dell'Abbazia di Farfa promossero la ripresa agricola del territorio e la formazione di un nuovo abitato sul Monte Asola, successivamente identificato con il Monte San Pietro. L’insediamento fu confermato ai monaci da papa Stefano IV nell’anno 817 e riconfermato dagli imperatori Lotario e Ludovico II rispettivamente nell’840 e nell’857. Prima del 936, il sito fu sottratto al controllo monastico e trasformato in Castellum de Lori, che nel XII secolo risultava soggetto alla Santa Sede, con l'obbligo di versamento di un tributo annuo. Nel 1191, in seguito alla riorganizzazione territoriale promossa da papa Celestino III e dall’imperatore Enrico VI, si procedette alla fondazione del castrum di Montasola, come documentato da un’epigrafe sulla chiesa di San Pietro, eretta nove anni più tardi. Nel 1278 gli abitanti prestarono giuramento di fedeltà al papa Niccolò III. Durante il XIV secolo il centro si ribellò all’autorità pontificia, subendo la condanna come “terra bandita” e venendo occupato nel 1368 da Luca Savelli. Successivamente fu infeudato a Francesco e Buccio Orsini e, nel XV secolo, assegnato a Battista Savelli.
Nel 1463 papa Pio II ne dispose la vendita a diversi acquirenti tra cui Giorgio Cesarini, i fratelli della Valle e Marcello Rustici. Tornata per breve tempo ai Savelli, fu confiscata nuovamente nel 1501 da papa Alessandro VI e concessa in vicariato a Giovanni Paolo Orsini. Dopo una serie di alternanze, nel 1592 il possesso fu acquisito definitivamente dalla Camera Apostolica. Durante l’amministrazione francese, Montasola fu assegnata prima al dipartimento del Clitunno e successivamente a quello di Roma, come frazione di Aspra. Con la Restaurazione e le riforme amministrative del 1816-1817, fu inserita nella provincia Sabina, delegazione di Rieti, come comunità dipendente da Torri, fino al 1831, anno in cui riacquistò l’autonomia comunale. Dopo l’unificazione italiana entrò nella provincia di Perugia e, dal 1923, passò sotto quella di Roma. Infine, nel 1927 fu aggregata alla neocostituita provincia di Rieti. Soppresso nuovamente nel 1928 e unito a Cottanello, il comune fu ricostituito in forma autonoma nel 1946.

## Società

### Evoluzione demografica
Abitanti censiti

## Amministrazione
Nel 1923 passa dalla provincia di Perugia in Umbria, alla provincia di Roma nel Lazio, e nel 1927, a seguito del riordino delle circoscrizioni provinciali stabilito dal regio decreto n. 1 del 2 gennaio 1927, per volontà del governo fascista, quando venne istituita la provincia di Rieti, Montasola passa a quella di Rieti.
Nel 1928 viene aggregato al comune di Cottanello, da cui viene nuovamente separato nel 1946.
| Periodo | Periodo   | Primo Cittadino     | Partito                                        | Carica  | Note |
| ------- | --------- | ------------------- | ---------------------------------------------- | ------- | ---- |
| 1995    | 1999      | Domenico Leti       | lista civica                                   | Sindaco |      |
| 1999    | 2004      | Vincenzo Leti       | lista civica                                   | Sindaco |      |
| 2004    | 2009      | Vincenzo Leti       | lista civica                                   | Sindaco |      |
| 2009    | 2014      | Francesco Annibaldi | lista civica                                   | Sindaco |      |
| 2014    | 2019      | Vincenzo Leti       | lista civica Futuro & Tradizione               | Sindaco |      |
| 2019    | 2024      | Vincenzo Leti       | lista civica Futuro & Tradizione per Montasola | Sindaco |      |
| 2024    | in carica | Vincenzo Leti       | lista civica Futuro & Tradizione               | Sindaco |      |

### Altre informazioni amministrative
- Fa parte della Comunità montana "Sabina"